# 트라야누스 욕장

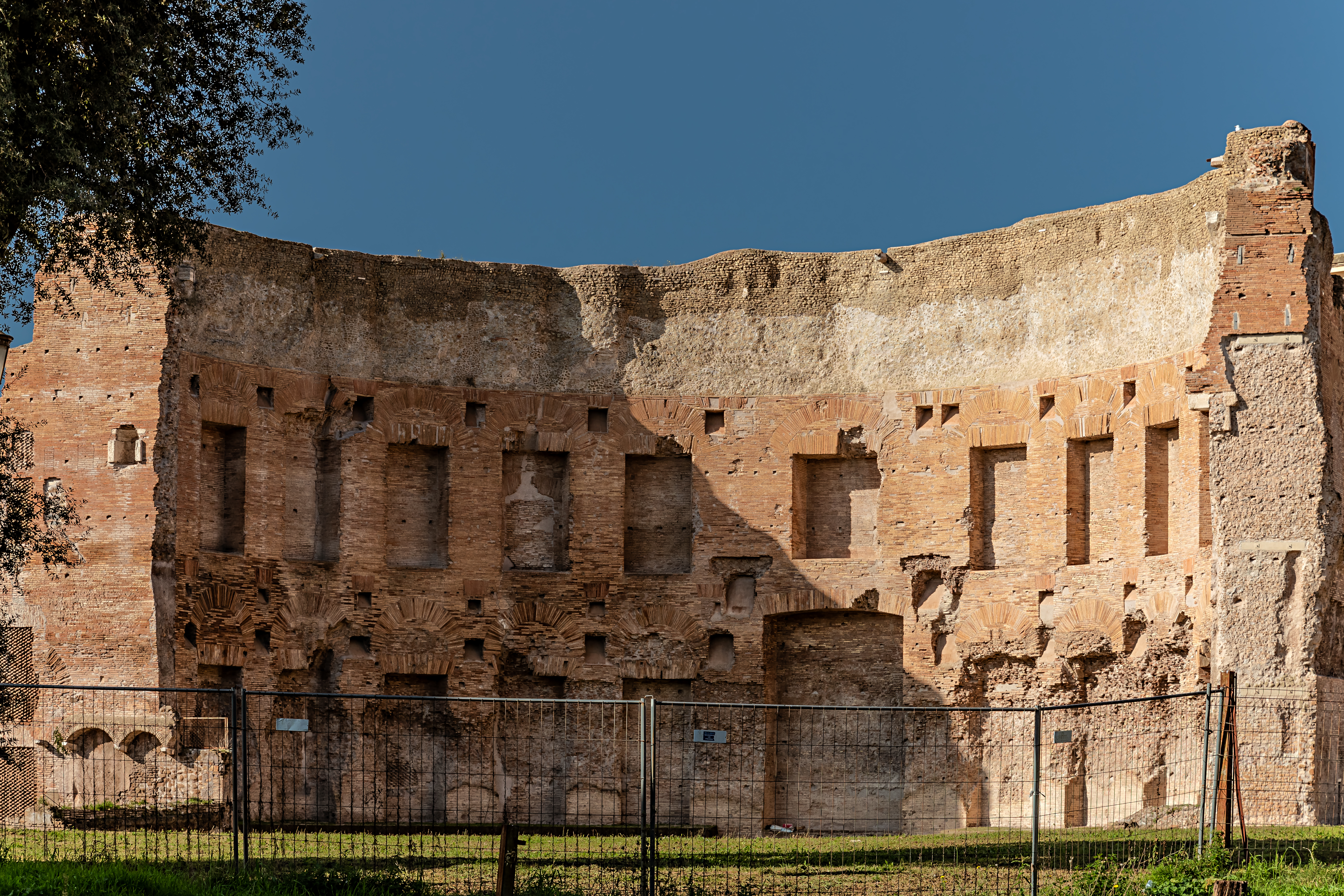
트라야누스 욕장의 남서쪽 엑세드라는 한때 도서관 2개 중 한 곳이 위치했었다.

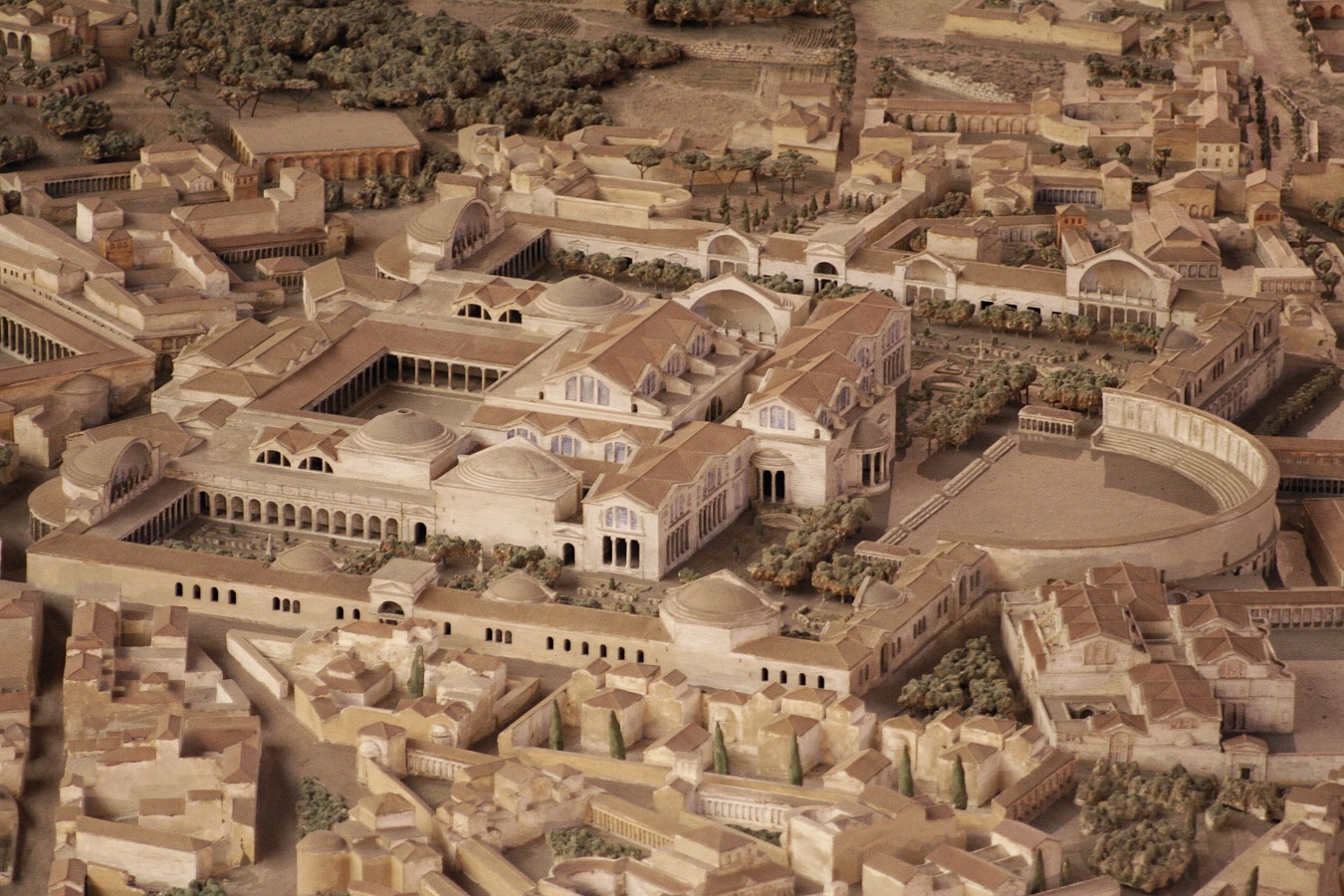
트라야누스 욕장의 복원 모습.

트라야누스의 욕장(이탈리아어: Terme di Traiano)은 고대 로마에 지은 거대한 목욕 및 레저 단지로, 서기 104년에 짓기 시작하여 109년 7월 칼렌드에 개관을 했다. 트라야누스의 명으로 지어진, 이 목욕 단지는 세르비아누스 성벽의 경계 안쪽에 위치했음에도 로마의 주요 발전 지역의 변두리이었던 오피우스 언덕 남쪽에 자리잡았었다. 다마스쿠스의 아폴로도로스가 설계했다고 전해진다. 욕장은 남성 그리고 여성과 더불어 로마 시민들에게 늦으면 5세기 초까지 휴향과 문화 중심지로써 사용되었다. 트라야누스 욕장은 5세기의 것으로 추정되는 공동묘지(7세기까지 사용되었다)가 북동쪽 엑세드라 앞에서 발견된 것으로 보았을 때 5세기가 지난 지 얼마 안되어 버려진 것으로 보인다. 이처럼 트라야누스 욕장의 시설들은 537년테 동고트족의 로마 포위 당시에 더 이상 사용 상태가 아니었으며, 그 당시 급수가 없었던 오피우스 언덕이 그랬던 것처럼, 로마의 수도교가 파괴됨에 따라 로마의 모든 테르메 시설들이 버려졌다. 초기 기독교인 저술가들은 이곳의 유적을 ‘도미티아누스 욕장’이라 잘못 이름 붙였다.

## 위치
트라야누스 욕장 건설에 앞서, 오피우스 언덕에 트라야누스 욕장이 있던 곳에는 네로의 사치스러운 저택인 도무스 아우레아의 에스퀼리누스라는 부속 건물이 들어서 있었다. 네로 사후, 오피우스 언덕에 있던 네로의 저택은 플라비우 플라비우스 왕조 출신 황제들한테 계속 사용되다가, 서기 104년에 화재로 파괴되었다. 트라야우스 황제는 이 지역의 일부를 욕탕이 세워진 단 (壇, platform)으로 덮었다. 트라야누스의 욕탕 시설들은 제정 시기 로마 제국 전역에서 목욕탕 단지의 모델 역할을 하였다.

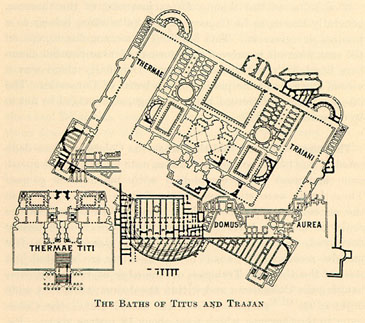
티투스 욕장과 도무스 아우레아를 포함한 트라야누스 욕장의 평면도

트라야누스 욕장은 에스퀼리누스 언덕의 남쪽 범위에 해당한 오피우스 언덕에 세워졌다. 네로의 궁전 위로 지어진 단에 만들어진, 트라야누스 욕장 단지는 대략 330 x 340 m를 차지하며 고대 로마 기준에서 거대했다. 이곳 단지는 북동–남서쪽 축으로 놓여있었고, 주요 시설은 북동쪽 벽에 붙어 있었다. 이런 배치는 도무스 아우레아와 티투스 욕장에서 축이 약 30도 어긋났는데, 이 두 건물은 남북 축의 자오선을 따라 놓여 있었다. 이 일반적이지 않은 방향은 욕탕을 사용하는 사람들이 바람에 노출되는 것을 줄이고 동시에 햇볕 노출량을 최대한 늘리기 위해 건축자들이 선정한 것으로 생각된다.

## 묘사
트라야누스 욕장 단지 내에, 건축물은 삼면으로 풀로 뒤덮인 지역에 둘러싸였다. 모든 욕장들과 공터는 외벽으로 둘러져 있었는데, 이 외벽은 정문이 있는 북동쪽에서 욕장의 벽과 만났다. 단 (壇, platform)의 남서쪽에서 거대한 반원형 공간이 튀어나와 있었다. 이 공간은 좌석이 늘어서져 있었는데, 그 공간이 운동 경기에 쓰였음을 나타낸다. 욕장의 벽과 접하는, 외벽 북동쪽 모서리에 작은 반구형 공간 두 개 있었으며 이 시설들은 기념비적 의미로 세워진 분수였을 것으로 생각된다. 구획벽의 남서쪽과 북서쪽의 모서리에는 엑세드라들도 있었는데, 이 공간들에는 장서들이 있었을 것이다. 2층 구조로 된 남서쪽 모서리의 엑세드라는 현재까지 남아있다.
욕장의 설계는 건설되기 29년 전에 앞서, 대체적으로 인접한 티투스 욕장에 놓인 원형을 따랐는데, 이 방식은 서기 3세기와 4세기의 대규모 욕장들에서 반복되었다. 그렇지만 티투스 욕장은 트라야누스 욕장 크기의 3분의 1도 안 되는 범위에 해당했다. 주 시설들은 북동쪽에서 남서쪽으로 향하는 축을 따라 연속으로 배치되었고 (나타티오-프리기다리움-테피다리움-칼다리움), 서로 완전하게 대칭이 이뤄진 방들과 공터들이 주 시설 양옆으로 나열되어 있다. 방문객들은 북동쪽의 베스티뷸을 통해 들어갔을 것이며, 곧장 네 면이 콜로네이드로 둘러싸인 넓은 야외 수영장인 나타티오로 향했을 것이다. 그 다음에는 동일하게 생긴 측면에 위치한 부속 건물들 중에 하나가 위치했는데, 이곳에는 레슬링 및 신체 관리에 쓰인 공터인 직사각형 모양의 팔라이스트라로 이어지는 로툰다가 있었다.
곁방을 지난 뒤, 진정한 욕탕들이 건물의 남서쪽에 있는 칼다리움 (열탕)으로 시작된다. 이 직사각형의 방은 벽면마다 애프스가 있었고 정오의 햇볕을 잘 흡수하기 위해 주요 블록에서 앞쪽으로 튀어나와 있었다. 칼다리움의 양쪽에 위치했던 방들은 덜 뜨거운 열탕이었다. 그 다음을 지나면 테피다리움 (온탕)이 있었는데 커다란 냉탕과 열탕 사이의 완충 공간 역할을 하였다. 이 공간을 지나가면 모든 공간 중에 가장 넓은 공간인 프리기다리움 (냉탕)이 위치했다. 이곳은 건물 전체의 중앙 홀 역할을 하였고, 두 개의 다른 축을 지닌 방들과 공터가 교차하였다. 벽을 따라 배열된, 거대한 8개 기둥이 지지하고 있는 교차 궁륭 3개가 지붕을 떠받치고 있었고, 시설의 가장자리 네 쪽에는 차가운 목욕통이 위치했었다. 욕장 이용객들은 나타티오에서 다시 한번 입욕을 하며, 욕장을 처음 시작했던 곳으로 돌아가 이용을 마쳤다.
대중들이 사용하는 욕장 단지 시설외에도, 시설을 작동하고 유지 보수하는 노예 및 작업자들이 사용하던 지하 통로들과 구조물들이 있었다. 또한 오늘날까지도 남아있는 ‘7개의 방’이라는 뜻의 사테 살레라고 하는 지하에 위치한 대규모 시스턴이 욕장에 사용된 물의 대부분을 담고 있었으며 최소한 800만 리터의 물을 저장할 수 있었을 것이다. 전부는 아니라도 시설에 쓰인 대부분의 급수는 아쿠아  트라이아나에서 얻었을 것이다.

## 후기 역사
트라야누스 욕장 단지 유적지가 중세와 르네상스 대부분의 시기에 ‘테르메 트라이아니’ (Thermae Traiani, 트라야누스 욕장)로 제대로 알려져 있었지만, 16세기에는 인접한 티투스 욕장과 혼동되었고 ‘테르메 티타니’(Thermae Titiani)로 알려지게 되었다. 트라야우스 욕장이 독립적인 건축물로서 존재했는지에 대한 의구심이 일어나기도 했다. 이 이론에 대한 지지자들은 티투스 욕장만이 오피우스 언덕에 서 있었으며, 트라야누스라는 이름은 후대에 티투스 욕장에 붙여졌는데 트라야누스가 보수 작업에 착수했기 때문에 그렇다고 주장하였다. 19세기 후반에 들어서야 고고학자 로돌포 란차니가 욕장들의 개별적인 정체들에 대해 풀어내었고, 트라야누스 욕장이 별도의 건축물이고 티투스 욕장보다 훨씬 큰 건축물임을 확립해냈다. 포르마 우르비의 몇몇 파편들이 트라야누스 욕장의 평면도를 묘사하고 있으며, 파편 중에 하나는 욕장 단지를 나타내는 문구 ‘THERMAE TRAIANI’ (테르메 트라이아니) 중에 문자 세 개(AIA)가 남아 있다
트라야누스 욕장은 대리석과 벽돌 들을 산 피에트로 인 빈콜리 성당의 수도사들이 재사용 및 모르타르를 목적으로 석회석을 태우려던 석공들에게 팔아넘기면서 수세기간 서서히 허물어졌다. 여러 부분들이 16세기가 시작할 무렵에는 여전히 남아있었고, 이 당시에 안드레아 팔라디오 같은 건축가들이 욕장 유적들을 연구하고 평면도를 재현할 수 있었다. 1506년에 세테 살레 인근 포도밭 밑의 한 공간에서 발견된, 유명한 조각상인 라오콘 군상을 포함해, 많은 예술품들이 르네상스 기간에 욕장 가까운 곳에서 발굴되었다. 라오콘상이 있었던 공간이 어떤 건물에 있었는지는 확실치 않지만, 도무스 아우레아와 트라야누스 욕장 둘다 가능성이 있다.

## 도시 프레스코와 모자이크
1997년에 있었던 발굴에서 욕장보다는 일찍 지어졌지만 네로의 도무스 아우레아 이후에 지어진, 욕장 단지 아래에 지하 회랑 혹은 크립토포르티쿠스에서 현재까지 남아있는 주제로 드물었던, 프레스코화로 된 벽으로 둘러싼 항구 도시의 거대한 조감도가 발견되었다. 이 조감도가 실제 항구를 재현한 것인지 상상으로 그린 것인지는 확실치 않다.
추가로, 16 m 높이의 모자이크 발견이 2011년 7월에 알려졌는데, 여전히 발굴 중에 있고, 예술의 탄생에 영감을 주는 여신들에게 헌정된 곳인 무사이온으로 여겨지며, 님파이온 (분수대)이 등장하는데, 위로 욕장을 짓기 위해 묻혔다고 한다. 테세레의 일부는 사라졌으며, 트라야누스 작업자들이 떼내어 새 건축물에 재사용되었다. 현재까지 확인된 모자이크에 등장하는 것들에는 다음과 같다:
- 음악, 시, 예언, 빛, 치료의 그리스 신이자 뮤즈들의 지도자인 아폴로
- 갈런드 식물들로 장식된 주두와 기둥들
- 뮤즈들 몇 명.

그 밖에 가까운 곳에서 발견된 또다른 모자이크에서는 포도를 수확하는 장면들을 보여주고 있다.

## 참고 문헌
- Anderson, James C. Jr. (1985). “The Date of the Thermae Traiani and the Topography of the Oppius Mons”. 《American Journal of Archaeology》 (Archaeological Institute of America) 89 (3): 499–509. doi:10.2307/504364. JSTOR 504364.
- Platner, S.B. (1911). 《The Topography and Monuments of Ancient Rome》 2판. 454쪽.
- Gates, Charles (2003). 《Ancient Cities: The Archaeology of Urban Life in the Ancient Near East and Egypt, Greece, and Rome》. Routledge. 378쪽.
- Richardson, Lawrence (1992). 《A New Topographical Dictionary of Ancient Rome》. The Johns Hopkins University Press.

## 같이 보기
- 트라야누스 욕장